# Faisal Al-Basam
Faisal Al-Basam, född 30 november 1965, är en saudiisk bågskytt. Han deltog vid olympiska sommarspelen 1984.